# Marija Selak Raspudić

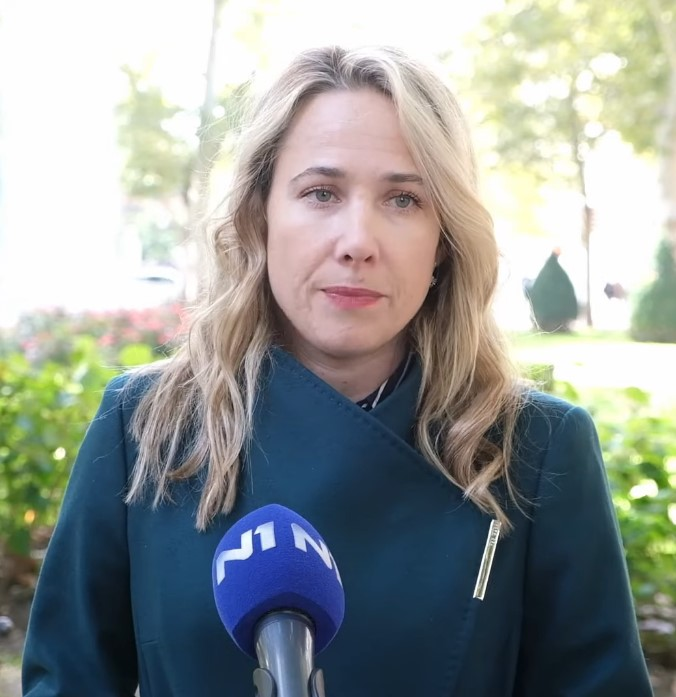
Marija Selak Raspudić, 2024

Marija Selak Raspudić (* 14. März 1982 in Zagreb, Jugoslawien) ist eine kroatische Philosophin und Bioethikerin.

## Leben
Raspudić war Stipendiatin des CEEPUS an der Universität Bratislava. Selak Raspudić wurde 2013 an der philosophischen Fakultät der Universität Zagreb promoviert. Sie arbeitete als Sprecherin an der Z1 Televizija und als Journalistin sowie Politikanalystin beim Kroatischen Rundfunk.
Raspudić ist Professorin für Ontologie, Metaphysik und Geschichte der Philosophie an der Universität Zagreb. Sie kandidierte bei der Präsidentschaftswahl in Kroatien 2024/25, erreichte aber mit 9,4 % der Stimmen als Drittplatzierte nicht die Stichwahl.

## Familie
Marija Selak Raspudić ist die Ehefrau des Philosophen Nino Raspudić.